# Дмитриев, Николай Иванович (лётчик)
Николай Иванович Дмитриев (18 октября 1931 — 3 мая 1985) — лётчик I класса, командир воздушного судна — инструктор Эстонского управления гражданской авиации Министерства гражданской авиации СССР, Герой Социалистического Труда (1983).

## Биография
Окончил Краснокутское лётное училище гражданской авиации.
Работал лётчиком в Эстонском управлении гражданской авиации Аэрофлота. Имел богатый опыт полётов (более 20 000 часов), в связи с чем был назначен на должность главного лётчика и лётчика-инструктора Эстонского УГА. Характеризовался коллегами как истинный профессионал своего дела, лучший из лучших.

### Гибель
Согласно словам коллеги Дмитриева, Николай Иванович не должен был лететь в рейс, однако всё же согласился подменить коллегу, который должен был закончить весенние посадки, с условием собственного отдыха в конце мая. Дмитриев знал о том, что на протяжении маршрута Ту-134А Таллин — Львов — Кишинёв ожидались грозовые фронты, зоны турбулентности и другие погодные осложнения, однако был к этому готов и даже ожидал подобных условий для проверки и контроля своего коллеги — стажёра КВС Дякина. Дмитриев предпринял все меры предосторожности и взял управление на себя, когда была достигнута зона грозового фронта. Тем не менее, вследствие ошибки диспетчера, военный Ан-26 и гражданский Ту-134А опасно сблизились. В критический момент Дмитриев попытался резко отвести самолет вправо, дабы избежать столкновения, однако самолеты столкнулись, разрушились в воздухе и рухнули на землю. Дмитриев был одним из немногих опознанных, его опознали по наградам и именным подаркам.
Николай Иванович Дмитриев был похоронен на Лесном кладбище в Таллине.

## Память
В честь Героев, окончивших Краснокутское лётное училище гражданской авиации, в городе Красный Кут был установлен памятник, на котором значится имя Героя Социалистического Труда Дмитриева.

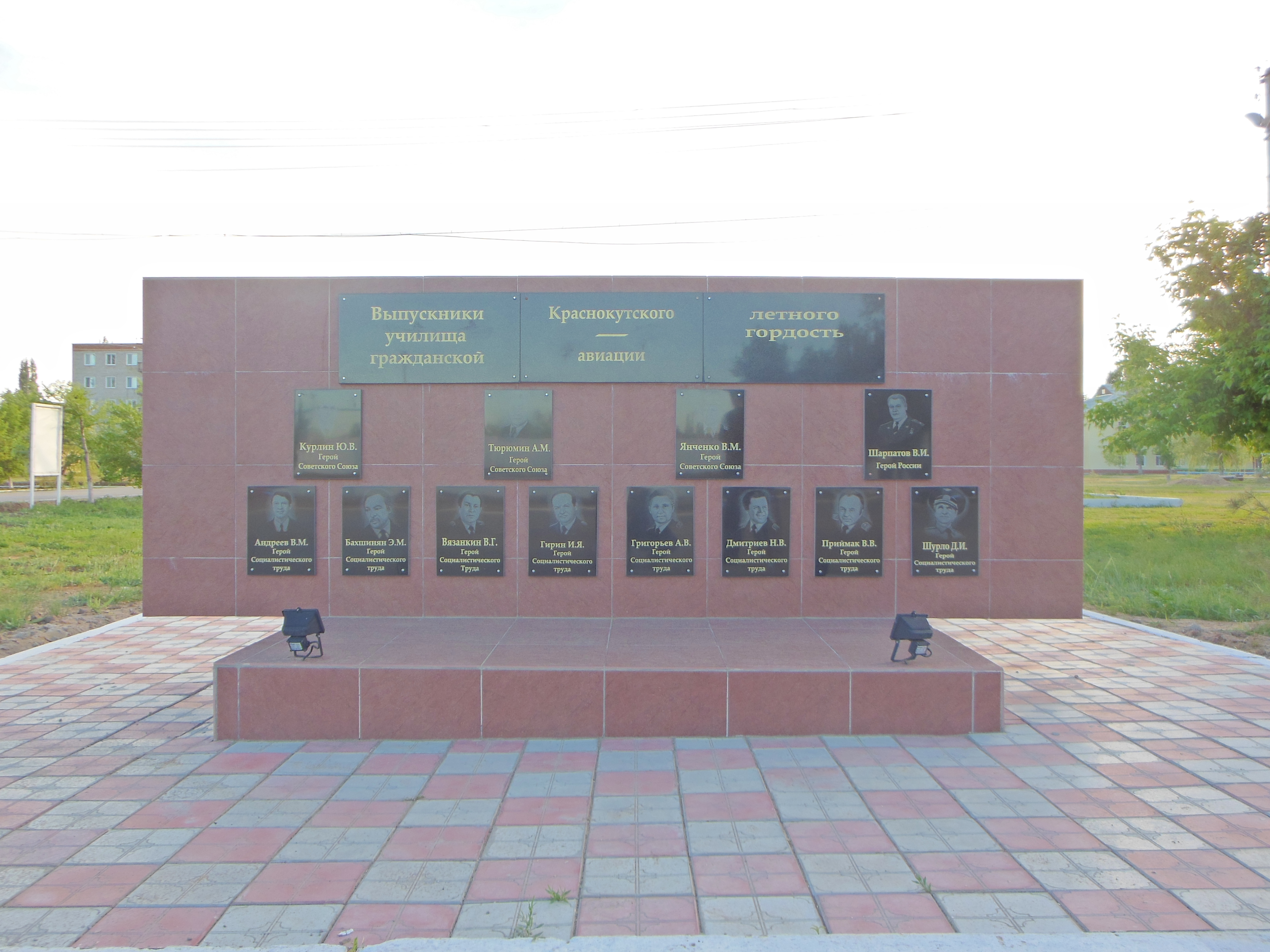
Памятник выпускникам-Героям (Дмитриев — третий справа в нижнем ряду; указан с неверными инициалами)
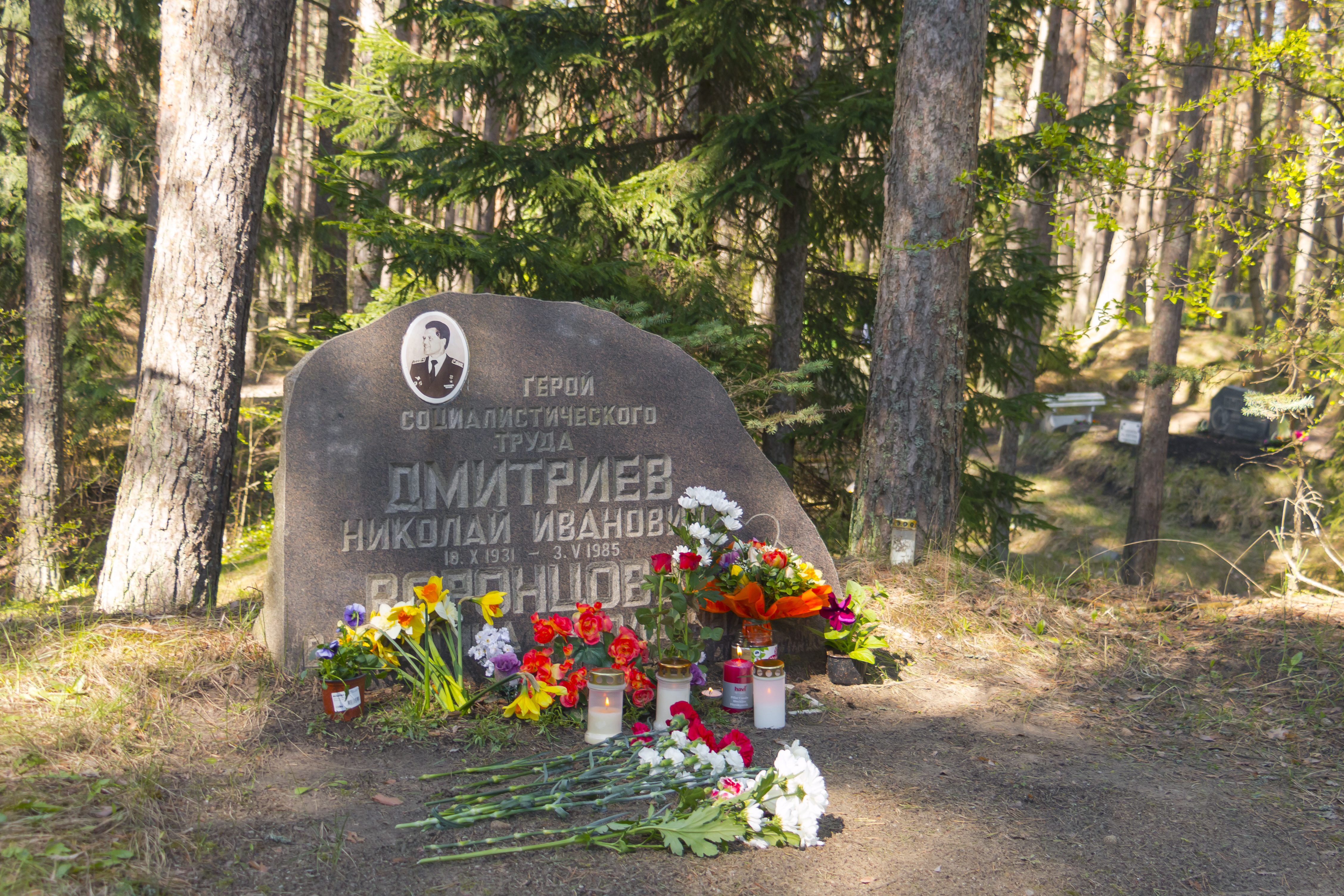
Могила Н. И. Дмитриева на Лесном кладбище Таллина